# Richtlinie 2006/126/EG über den Führerschein
Die Richtlinie 2006/126/EG des Europäischen Parlaments und des Rates vom 20. Dezember 2006 über den Führerschein ist die dritte EU-Richtlinie zur Harmonisierung der nationalen Führerscheinregelungen in den Mitgliedstaaten der Europäischen Union.
Sie enthält in Anhang I die Bestimmungen zum EG-Muster-Führerschein.

## Entwicklung
Mit der ersten Richtlinie über den Führerschein (Richtlinie 80/1263/EWG) wurde das erste EU-Regelwerk zur Harmonisierung der nationalen Führerscheinregelungen eingeführt, insbesondere durch die Einführung eines Führerscheins nach dem Gemeinschaftsmuster, die vorläufige Definition der Fahrzeugklassen und die Festlegung der Bedingungen, unter denen Führerscheine in der EU ausgestellt oder umgetauscht werden können.
Diese Vorschriften wurden mit der zweiten Richtlinie über den Führerschein (Richtlinie 91/439/EWG) präzisiert und erweitert. Vor allem wurde die gegenseitige Anerkennung der von den Mitgliedstaaten ausgestellten Führerscheine festgelegt, außerdem wurden Anforderungen an das Mindestalter für den Erwerb eines Führerscheins eingeführt.
Die dritte Richtlinie über den Führerschein (Richtlinie 2006/126/EG) wurde im Dezember 2006 angenommen und zwischen 2009 und 2020 elfmal geändert, vor allem um die Harmonisierung der gemeinsamen Standards und Anforderungen voranzubringen und um sie an die technologische Entwicklung anzupassen. Sie regelt die Führerscheinklassen sowie die Voraussetzungen für deren Erteilung und Entziehung europaweit einheitlich, wie auch die Ausbildung zum Fahrprüfer. Sie führt wesentliche Neuerungen gegen den Führerscheintourismus ein.

## Gültigkeit und Umsetzung in nationales Recht
Die dritte Führerscheinrichtlinie ist am 19. Januar 2007 in Kraft getreten. Die darin enthaltenen Vorschriften mussten bis zum 19. Januar 2011 in nationales Recht der Mitgliedsstaaten umgesetzt und bis spätestens 19. Januar 2013 angewendet werden.
Dies ist in der Bundesrepublik Deutschland im Wesentlichen geschehen durch Änderungen des Straßenverkehrsgesetzes und der Verordnung über die Zulassung von Personen zum Straßenverkehr (Fahrerlaubnis-Verordnung).
In Österreich regeln das Führerscheingesetz (FSG) und die Führerscheingesetz-Durchführungsverordnung (FSG-DV) das Ausstellen und das Aussehen von Führerschein und Lenkberechtigung.

## Rechtspolitik
Die Europäische Kommission hat im Frühjahr 2023 eine Überarbeitung der Führerschein-Richtlinie („vierte EU-Führerscheinrichtlinie“) vorgeschlagen, um die Straßenverkehrssicherheit weiter zu verbessern und die Freizügigkeit zu erleichtern.